# Lynchia subdentata
Lynchia subdentata är en tvåvingeart som beskrevs av Maa 1969. Lynchia subdentata ingår i släktet Lynchia och familjen lusflugor.
Artens utbredningsområde är Uganda. Inga underarter finns listade i Catalogue of Life.